# Hemaris rubra
Hemaris rubra (лат.) — вид бабочек из подсемейство Macroglossinae семейства бражников. Кашмир (Sind and Gurais Valleys, Индия и Пакистан).

## Описание
Встречаются на высотах около 2,500 м размах крыльев 44-58 мм. Крылья покрыты красновато-коричневыми чешуйками. Имаго летают с июня по август (одно поколение в год). Внешне напоминают шмелей (брюшко сверху пушистое, усики веретеновидные). Пьют нектар не садясь на цветки, а зависают возле них в воздухе